# Tymofilla
Tymofilla (Thymophylla Lag.) – rodzaj roślin z rodziny astrowatych. Obejmuje 13 gatunków. Rośliny te występują w południowo-zachodniej części Ameryki Północnej; w Meksyku i południowych Stanach Zjednoczonych. Niektóre gatunki jako introdukowane i zdziczałe rosną poza tym w Ameryce Południowej, w południowej Azji i w Australii.
Niektóre gatunki uprawiane są jako ozdobne, zwłaszcza tymofilla drobnolistna T. tenuiloba jest stosowana jako silnie pachnąca roślina rabatowa.
Nazwa naukowa utworzona została z greckich słów thymon oznaczającego tymianek i phyllon – liść.

## Morfologia
PokrójRośliny jednoroczne, byliny, półkrzewy i niewielkie krzewy osiągające od kilku do 30 cm wysokości. Łodygi prosto wzniesione lub rozpostarte i podnoszące się, rozgałęziające się od nasady.
LiścieTylko łodygowe (brak liści odziomkowych), ulistnienie naprzeciwległe lub skrętoległe. Liście są ogonkowe lub siedzące, nagie lub owłosione (czasem wełnisto, pajęczynowato), zwykle pierzasto wcinane lub złożone, z łatkami kształtu łopatkowatego do nitkowatego, całobrzegimi lub ząbkowanymi.
KwiatyZebrane w koszyczki wyrastające pojedynczo na szczytach łodyg. Pod okrywami czasem obecnych jest kilka trójkątnych lub nitkowatych listków podkwiatostanowych. Okrywy są stożkowate lub dzwonkowate, o średnicy do 7 mm. Listki okrywy są trwałe i jest ich od 8 do 13, rzadko więcej, zwykle w dwóch rzędach. Zarówno listki okrywy, jak i podkwiatostanowe, zwykle zawierają gruczołki bogate w oleje. Osadnik jest wypukły, gładki lub dołeczkowany, bez plewinek. Brzeżne kwiaty języczkowe (w liczbie 5, 8, 13 lub 21) są słupkowe i płodne. Ich korona jest żółta do pomarańczowej, czasem biała. Kwiaty rurkowate w liczbie od kilkunastu do ponad 100 są obupłciowe i płodne. Ich korony są żółte do pomarańczowych. Zwieńczone są 5 trójkątnymi łatkami.
OwoceNiełupki nieco piramidalne lub walcowato-maczugowate, gładkie lub rzadko, szorstko owłosione. Puch kielichowy trwały w postaci 10 ościstych łuseczek lub 5–9 ości zrośniętych nasadami.

## Systematyka
Pozycja systematyczna
Rodzaj z plemienia Tageteae z podrodziny Asteroideae w obrębie rodziny astrowatych Asteraceae.
Wykaz gatunków
- Thymophylla acerosa (DC.) Strother
- Thymophylla aurantiaca Rydb.
- Thymophylla aurea (A.Gray) Greene ex Britton & A.Br.
- Thymophylla concinna (A.Gray) Strother
- Thymophylla gentryi (M.C.Johnst.) Strother
- Thymophylla gypsophila (B.L.Turner) Strother
- Thymophylla micropoides (DC.) Strother
- Thymophylla mutica (M.C.Johnst.) Strother
- Thymophylla pentachaeta (DC.) Small
- Thymophylla setifolia Lag.
- Thymophylla tenuifolia Rydb.
- Thymophylla tenuiloba (DC.) Small – tymofila drobnolistna
- Thymophylla tephroleuca (S.F.Blake) Strother